# Idiodes
Idiodes is een geslacht van vlinders van de familie spanners (Geometridae), uit de onderfamilie Ennominae.

## Soorten
- I. acuta Warren, 1900
- I. albilinea (Thierry-Mieg, 1907)
- I. albistriga (Warren, 1899)
- I. andravahana Viette, 1968
- I. andriana Viette, 1968
- I. andrivola Viette, 1968
- I. apicata Guenée, 1858
- I. avelona Viette, 1968
- I. ceramopis Turner, 1919
- I. fictilis Turner, 1919
- I. fletcherana Viette, 1968
- I. flexilinea (Warren, 1898)
- I. gerasphora Turner, 1947
- I. gracilipes Herbulot, 1954
- I. herbuloti (Viette, 1981)
- I. homophaea Turner, 1906
- I. noctuodes West, 1929
- I. oberthueri (Dognin, 1911)
- I. oberthuri (Dognin, 1911)
- I. pectinata (Herbulot, 1966)
- I. prionosema Turner, 1919
- I. radiata Herbulot, 1957
- I. rhacodes Turner, 1947
- I. robusta Warren, 1903
- I. saxaria (Guenée, 1858)
- I. simplaria Pagenstecher, 1890
- I. stictopleura Goldfinch, 1944
- I. tenuicorpus Prout, 1916
- I. unilinea Warren, 1897